# Великі стратегічні наукові місії

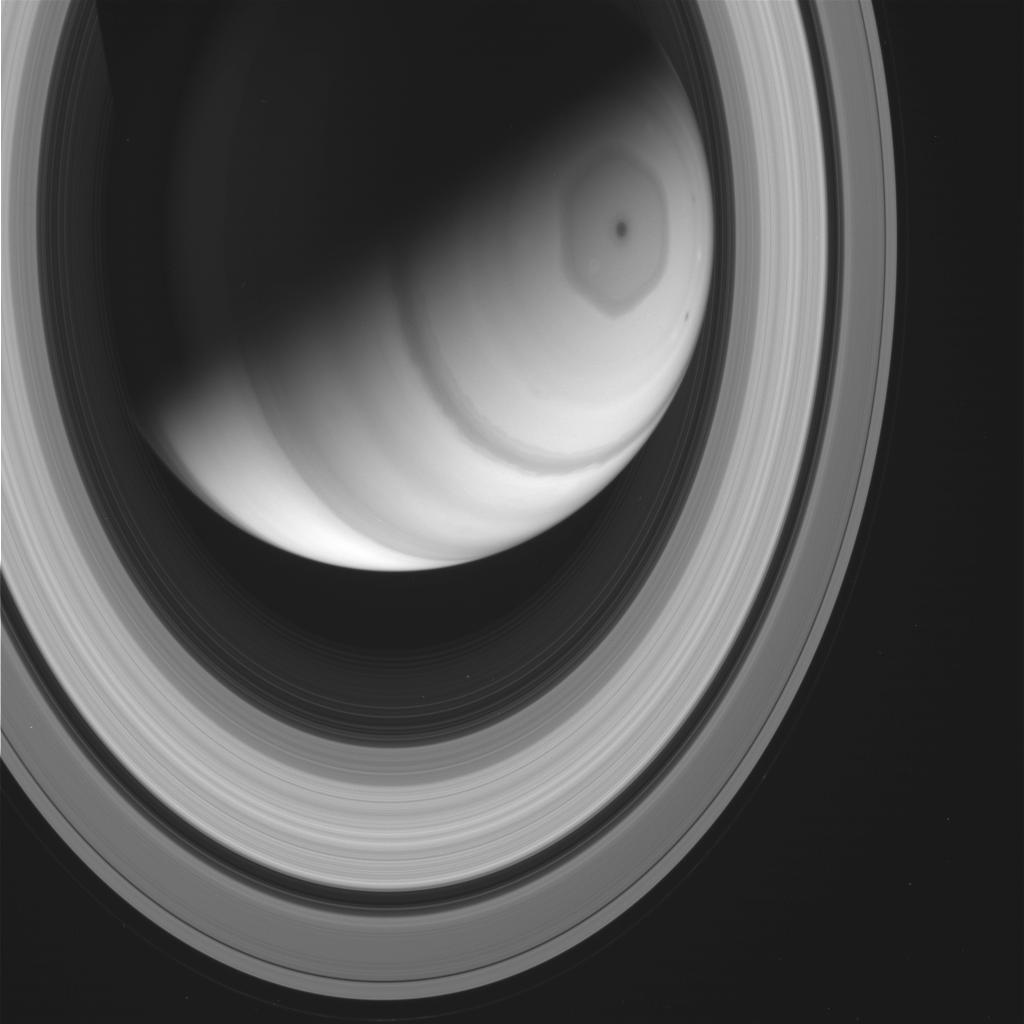
Сатурн, світлина зроблена «Кассіні»

Великі стратегічні наукові місії, попередня назва космічна програма «Flagship» — найбільша та найдорожча з трьох програм НАСА з дослідження Сонячної системи. Інші дві програми — середньобюджетна — New Frontiers та малобюджетна — Discovery.
Відповідно до НАСА, вартість флагманської місії близько 1 млрд дол. Ці місії мають ключове значення для людства з досягнення високопріоритетних цілей. Ці критично важливі цілі дадуть змогу дізнатись про можливу присутність життєвих форм не тільки в Сонячній системі, а й в інших системах. Зокрема, вони потенційно мають змогу ідентифікувати пребіотичні органічні молекули або навіть зберегти існуючі форми життя за межами Землі, якщо вони існують, у Сонячній системі. Цілі флагманських місій — атмосфера і поверхня Венери, нижні шари атмосфери і поверхня Титана, поверхня і підповерхневий шар Європи, штормова атмосфера Юпітера, поверхня Марса, кільця системи Сатурна, атмосфери Нептуна і Урана, поверхня Тритона, плюми Енцелада, поверхня і магнітосфера Меркурія, поверхня ядра комети.

## Історія
Програма здійснила запуски зондів — «Вікінгів» (1975), «Вояджерів» (1977), апарата «Галілео» (1989), «Кассіні» (1997), обсерваторії Chandra X-Ray Observatory (1999) і Марсіанської наукової лабораторії (2011). Запропоновані місії мають відповідати вимогам — кошторис від 1 до 3 млрд дол., на сьогодні це місії — «Марс 2020» і Europa Clipper.
Зонди «Вояджер» відзначили перехід між початковими безпілотними програмами НАСА, які були профінансовані й створені в ряді місій до специфічних цілей, це такі програми, як — «Марінер», «Піонер», «Сервеєр», «Рейнджер» тощо, до сучасних програм НАСА, до якої належить «Флагманська програма. На початку 1990-х, НАСА ухвалила рішення щодо запровадження конкурсу на розробку місії замість цілеспрямованого відбору. Конкурс відбуватиметься за фінансовим чинником — це програми Discovery і New Frontiers, а Флагманська програма контролюватиметься НАСА. Окрім цього, місії за програмами Discovery та New Frontiers відбуватимуться частіше, а Флагманські місії матимуть свої індивідуальні особливості (час створення, розробка, організація).
У 2011 році Planetary Science Decadal Survey рекомендувала НАСА вибрати як найвищий пріоритет програми розробку ровера для збирання зразків, названий Mars Astrobiology Explorer-Cacher, ровер мав стати складовою програми ExoMars (співпраця НАСА та ЄКА). Це була б місія перед наступним проєктом — поверненням зразків з Марса. Другий пріоритет надається орбітальному Jupiter Europa Orbiter, який пропонується запустити в складі спільної місії НАСА-ЄКА — EJSM/Laplace і має вивчати супутник Європу. Інші пріоритетні напрямки — місії НАСА Uranus orbiter and probe, Enceladus Orbiter і місія Venus Climate.
У 2013 фінансовому році за наказом президента Барака Обами було припинено співпрацю з ЄКА за програмою ЕкзоМарс, кошти були перенаправлені на проєкт телескопа «Джеймс Вебб». На сьогодні, програма заморожена на невизначений час. У 2012 році було вирішено, що буде розроблена місія «Марс 2020», яка матиме за зразок архітектуру Марсіанська наукова лабораторія (ровер «К'юріосіті»), було анонсовано бюджет місії — 1,5 млрд дол. У червні 2015 року була анонсована місія Europa Clipper, розпочалось її проєктування. У 2016 році було запропоновано до розробки у 2020 році чотири різні телескопи: LUVOIR, HabEx, Far-Infrared Surveyor, X-ray Surveyor. У 2019 році чотири команди підрозділів НАСА представлять фінальні звіти Національній академії наук для вибору пріоритетної місії серед чотирьох проєктів телескопів. Фінальний відбір відбудеться у 2020-х, а запуск заплановано на 2035 рік.

## Місії
У 2020-х будуть запущені дві планетарні місії — Марс 2020 та Europa Clipper, третій проєкт Europa Lander перебуває наразі на стадії розробки з можливим запуском не раніше 2024 року.
| Назва місії | Початок місії                          | Завершення місії        |
| Відділ планетарних наук | Відділ планетарних наук                | Відділ планетарних наук |
| --- | -------------------------------------- | ----------------------- |
| Вікінг 1, 2 | 1975                                   | 1982                    |
| Вояджер 1, 2 | 1977                                   | Діюча                   |
| Галілео | 1989                                   | 2003                    |
| Кассіні | 1999                                   | 2017                    |
| Марсіанська наукова лабораторія/Марсохід «К'юріосіті» | 2011                                   | Діюча                   |
| Марс 2020 | У розробці (запуск у 2020 р.)          |                         |
| Europa Clipper | У розробці (запуск у 2022—2025 рр.)    |                         |
| Europa Lander | Пропозиція (запуск у 2024 р.)          |                         |
| Відділ астрофізики |                                        |                         |
| Комптон | 1991                                   | 2000                    |
| Габбл | 1990                                   | Діюча                   |
| Чандра | 1999                                   | Діюча                   |
| Джеймс Вебб | У розробці (запуск 2021 р.)            |                         |
| WFIRST | На стадії формування (середина 2020-х) |                         |
| Відібрані проєкти за програмою Великі обсерваторії: - Habitable Exoplanet Imaging Mission (HabEx) - LUVOIR - Lynx X-ray Observatory - Origins Space Telescope | Стадія концепту                        |                         |
| Відділ досліджень Сонця |                                        |                         |
| Solar Dynamics Observatory | 2010                                   | Діюча                   |
| Зонди Ван Алена | 2012                                   | Діюча                   |
| Magnetospheric Multiscale Mission (MMS) | 2015                                   | Діюча                   |
| Parker Solar Probe | 2018                                   | Діюча                   |
| Відділ досліджень Землі |                                        |                         |
| Терра | 1999                                   | Діюча                   |
| Aqua | 2002                                   | Діюча                   |
| ICESat | 2003                                   | 2010                    |
| Aura | 2004                                   | Діюча                   |
| Joint Polar Satellite System (JPSS) | 2011                                   | Діюча                   |
| Plankton, Aerosol, Cloud, ocean Ecosystem (PACE) | У розробці                             |                         |

З чотирьох великих обсерваторій лише «Спітцер» не входить у «Флагманську» програму. Не дивлячись на те, що бюджет складає 2 млрд дол., обсерваторію було перевизначено у місію середнього класу з бюджетом 720 млн дол.